# Geomysaprinus tibialis
Geomysaprinus tibialis är en skalbaggsart som beskrevs av Ross 1940. Geomysaprinus tibialis ingår i släktet Geomysaprinus och familjen stumpbaggar. Inga underarter finns listade i Catalogue of Life.